# Pandemia de gripe A (H1N1) de 2009-2010 en Italia
La pandemia de gripe A (H1N1), que se inició en 2009, entró en Italia el 2 de mayo del mismo año, fecha en que se registró el primer caso de esta nueva gripe. Así fue como Italia se convirtió en el 10º país en reportar casos de gripe A en el continente europeo.

## Brote
Italia reportó el día 4 de mayo nueve casos del virus A H1N1, que, según la Salud Pública de ese país, provenía de viajeros procedentes de México y Estados Unidos.
El país también confirmó otro caso (el primero de todos) en un paciente que estaba hospitalizado. Según el médico Antonio Delvino, el paciente, de 50 años de edad, está curado y no presenta más ningún síntoma. El caso ocurrió en la ciudad de Massa, región de Toscana. Por cuestiones de prevención, sus parientes y otras personas que tuvieron contacto con él fueron sometidos a un tratamiento de profilaxis.

## Medidas
Al 26 de agosto de 2009 el gobierno italiano había dicho que no planteaba retrasar el inicio del curso escolar por la gripe A, de la que se habían confirmado en el país unos 1.800 casos y ningún fallecimiento, según los datos ofrecidos por el Ministerio de Sanidad. La vacuna contra el virus A (H1N1) será administrada, cuando estuviere disponible, al 40% de la población, y se hará en dos fases. Las autoridades prevén vacunar primero a unos 9 millones de italianos con problemas de salud, y a partir de enero de 2009 a niños y ancianos.